# آرام سارویان
آرام سارویان (متولد ۲۵ سپتامبر ۱۹۴۳) شاعر، رمان نویس، زندگی‌نامه نویس، خاطره‌نویس و نمایشنامه‌نویس آمریکایی است که عمده شهرتش به شعر مینیمال او بر می‌گردد. از جمله نمونه‌های مشهور اشعار مینیمال او می‌توان به شعر تکواژه‌ای " lighght " و شعر تکواجی اشاره کرد که یک نسخه چهارپایه از " m " است.

## زندگی و کار
سارویان متولد نیویورکاست. پدرش ویلیام سارویان، نمایشنامه‌نویس و نویسنده و مادرش کارول گرایس بازیگر و خواهرش لوسی سارویان بازیگر بود. او ارمنی تبار است.
اشعار سارویان به‌طور گسترده‌ای گلچین شده در بسیاری از کتاب‌های درسی از آن‌ها استفاده شده‌است. در میان مجموعه‌های شعر او آرام سارویان، صفحات، روز و شب و اشعار بولیناس هستند که مورد اخیر توسط انتشارات گنجشک سیاه در سال ۱۹۹۸ به انتشار رسیده‌است در سال ۲۰۰۷ چندین مجموعه قبلی تحت عنوان دوره کامل اشعار مینیمال توسط انتشارات جوجه اردک زشت در بروکلین جمع‌آوری شدند. انجمن شعر آمریکا جایزه ویلیام کارلوس ویلیامز را به این مجموعه اعطا کرد
کتاب‌های منثور سارویان شامل فرشتگان آفرینش و مراسم پایانی (کتابی در مورد مرگ پدرش) نمایشنامه‌نویس و داستان کوتاه‌نویس ویلیام سارویان است.

## سبک کاری
آرام سارویان تا به حال فرصت‌های شغلی به عنوان یک شاعر، رمان نویس، شرح حال نویس، مقاله نویس، نمایشنامه نویس، مربی سردبیر و ناشر داشته‌است. بر پایه سایت UbuWeb که برخی از آثار قبلی او را تجدید چاپ می‌کند، سارویان اولین بار شهرتش را به عنوان یک شاعر بواسطه کار در ژانر شعر کانکریت و در سبکی کسب کرد که کمینه گرا (مینیمالیست) نام گرفته‌است.

### مینیمالیسم و شعر کانکریت
"m" چهارپایه سارویان در کتاب رکوردهای گینس به عنوان کوتاهترین شعر جهان به ثبت رسیده‌است. باب گرومن نوشته است که شعر مورد اشاره روی اطلاعاتی مانور می‌دهد که حروف الفبا در اختیار می‌گذارند، به گونه‌ای که گویی 'm' و 'n' در فرایندی از جداسازی قرار گرفته‌اند. همچنین می‌توان آن را تعبیر به " I am " (من هستم) نمود که به صورت ضمنی دلالت بر تشکیل خودآگاهی دارد.
یکی از معروف‌ترین اشعار سارویان، " lighght " (نور/ چراغ) است که یک واژه با املای غیرمعمول است که در مرکز یک صفحهٔ خالی جای گرفته‌است. این شعر توسط جرج پلیمپتون در گلچین ادبی آمریکا درج شد و مانند همه اشعار منتخب دیگر ۵۰۰ دلار جایزه نقدی از موقوفه ملی هنر دریافت کرد. در آن زمان تنها ۵ سال از زمان سرایش آن می‌گذشت. بسیاری از محافظه کاراناز جمله نماینده ویلیام شارل و سناتور جسی هلمزبا اعتراض به اعطای جایزه به اذای کلمه شکایت داشتند که کلمه مورد نظر یک شعر واقعی نیست و نه حتی با املایی درست. این اولین جنجال بزرگ موقوفه ملی هنر بود؛ با گذشت ۲۵ سال از نوشته شدن آن "رونالد ریگان هنوز با بیانی تحقیرآمیز از "lighght." یاد می‌کرد " گرومن می‌گوید: شعر "نه بدیهی است و نه مبهم" بلکه با تلألویی از نور بازی می‌کند که ما را با علائم تک هجایی واژه " light " (نور) تنها می‌گذارد تا در سکوت و بی وزنی در گذر از " gh " به " gh " به اشراق نهایی برسیم."